# وایملا
وایملا (به لاتین: Väimela) یک منطقهٔ مسکونی در استونی است که در دهستان وورو واقع شده‌است.